# Canon (arte)

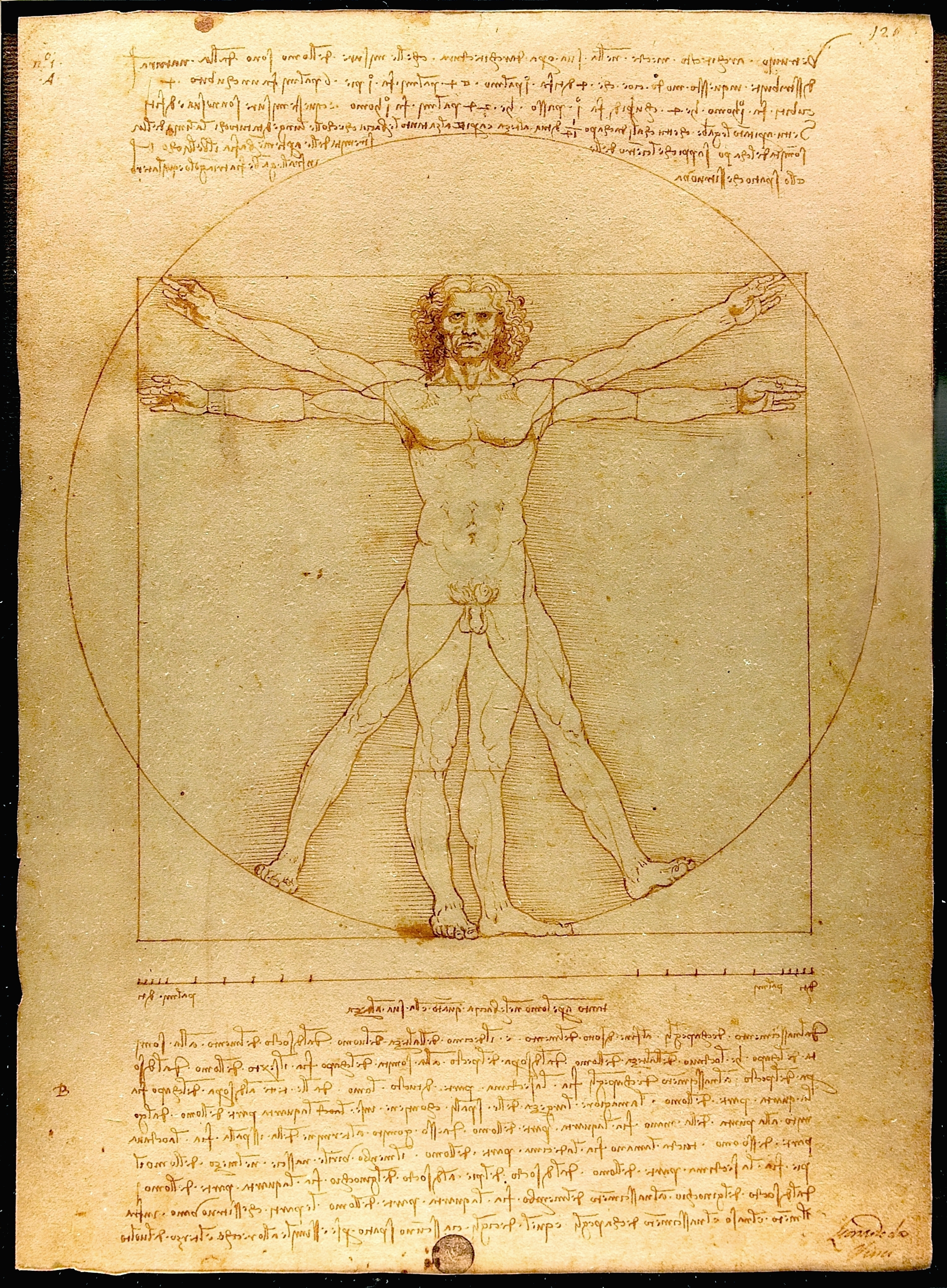
El Hombre de Vitruvio es una ilustración de Leonardo da Vinci de la célebre propuesta de proporciones vitruviana, representada también por otros

El canon, palabra que proviene del Griego antiguo Κανών, regla, es un concepto que institucionaliza, que fija normas en un contexto cultural que se extienden a las conductas y acciones; además, se refiere a las proporciones perfectas o ideales del cuerpo humano y alude a las relaciones armónicas entre las distintas partes de una figura.
El concepto de canon se aplica en diferentes disciplinas, pero todas tienen como base normas objetivas, similares a las leyes de la naturaleza, que determinan el valor de cada obra según su capacidad de adaptarse a ellas. En arquitectura suele llamarse a estas reglas con el nombre de orden, una la ley ideal que permite sistematizar y transmitir aquello que establece la norma.

## Historia
Sin desarrollar el concepto en tratados escritos, ya que los egipcios utilizaron en la práctica el canon para la representación escultórica de la figura humana, pero en lugar de tomar la cabeza como módulo, lo hicieron con el puño, de forma que los cuerpos tenían de alto 18 veces el tamaño del puño, distribuido proporcionalmente en distintas partes del cuerpo (dos para el rostro, diez desde los hombros a las rodillas y seis desde éstas hasta los pies).
En la Antigua Grecia, el concepto surge debido a su mentalidad antropocentrista y por su preocupación por la escala humana. Es por ello, que el hombre griego se sitúa como medida y centro del Universo por sobre todas las cosas. En arquitectura, este concepto se traduce en la escala humana, que se convierte en la base de su construcción y posteriormente como una de las aportaciones más relevantes de la arquitectura occidental. En particular, en la época del Renacimiento, donde se busca el retorno a lo clásico, considerado como un precepto categórico dotado de un valor absoluto que establece un canon. 
Para comprender su origen, también deben conocerse los conceptos de medida y módulo. La medida es una magnitud abstracta que requiere de un elemento comparativo que relacione las partes de un todo y su reducción a la unidad: un módulo. Los griegos utilizaban módulos basados en la figura humana, mientras que los renacentistas optaban por elementos más abstractos, como el diámetro de una columna. 
La plasmación literaria de esta idea fue explicitada en la Grecia clásica por Policleto, escultor del siglo V a. C., en un libro técnico titulado Canon, en el que era importante el concepto de symmetría como unas reglas de la proporcionalidad que debía tener la figura humana en las obras de arte para conseguir que tuvieran belleza. Aunque el texto no se ha conservado, diversas fuentes indican que fue ejemplificado por el artista en una escultura (Winckelmann interpretó que esa escultura era el Doríforo). En el siglo siguiente las figuras aparecen más esbeltas, como en el Apoxiómeno de Lisipo, o en obras de Praxíteles (Hermes de Olimpia, Apolo Sauróctono), que corresponden a una proporción en la que la altura total llega hasta las 8 cabezas. Para Plinio el Viejo, esta diferencia respondía a un criterio estético esencialmente distinto: los artistas del siglo V (Mirón, Fidias, Policleto) habrían representado al hombre tal como es; mientras que los del siglo IV (Praxíteles, Escopas, Lisipo) lo habrían representado tal como el ojo los ve, es decir, superaron el canon racional mediante una fantasía que permite mayor expresividad y refinamiento óptico. Vitruvio dejó asentados estos conceptos, ampliados otras proporciones entre distintas partes del cuerpo humano, que fueron reelaboradas por los artistas del Renacimiento, especialmente por Alberto Durero y por Leonardo da Vinci (hombre de Vitruvio), en el que se definen las normas sobre las proporciones que debe tener un cuerpo idealmente conformado. 
En el Quattrocento y Cinquecento se lleva a cabo un coloquio en el que se analiza e interpreta el texto vitruviano De Architectura, que junto con nuevos tratados, establecen la base teórica de la arquitectura humanista, sistematizando y racionalizando la profesión. La tratadística se desarrolla en torno a los aportes de Leon Battista Alberti, Giacomo Barozzi da Vignola, Sebastiano Serlio y Andrea Palladio. Como consecuencia, se origina un nuevo canon que crea modelos de belleza y armonía basados en los ideales clásicos. 
En la Edad Contemporánea, el arquitecto francés Le Corbusier se basó en la dimensión humana para crear un sistema de proporciones al que denominó modulor (2,26 metros de altura), para aplicar tanto en la construcción de edificios como en el diseño de mobiliario y objetos comunes.